# Válide szultánák listája

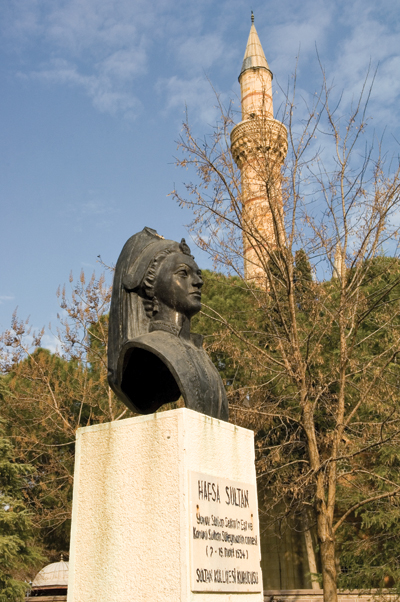
Ajse Hafsza szobra Manisában

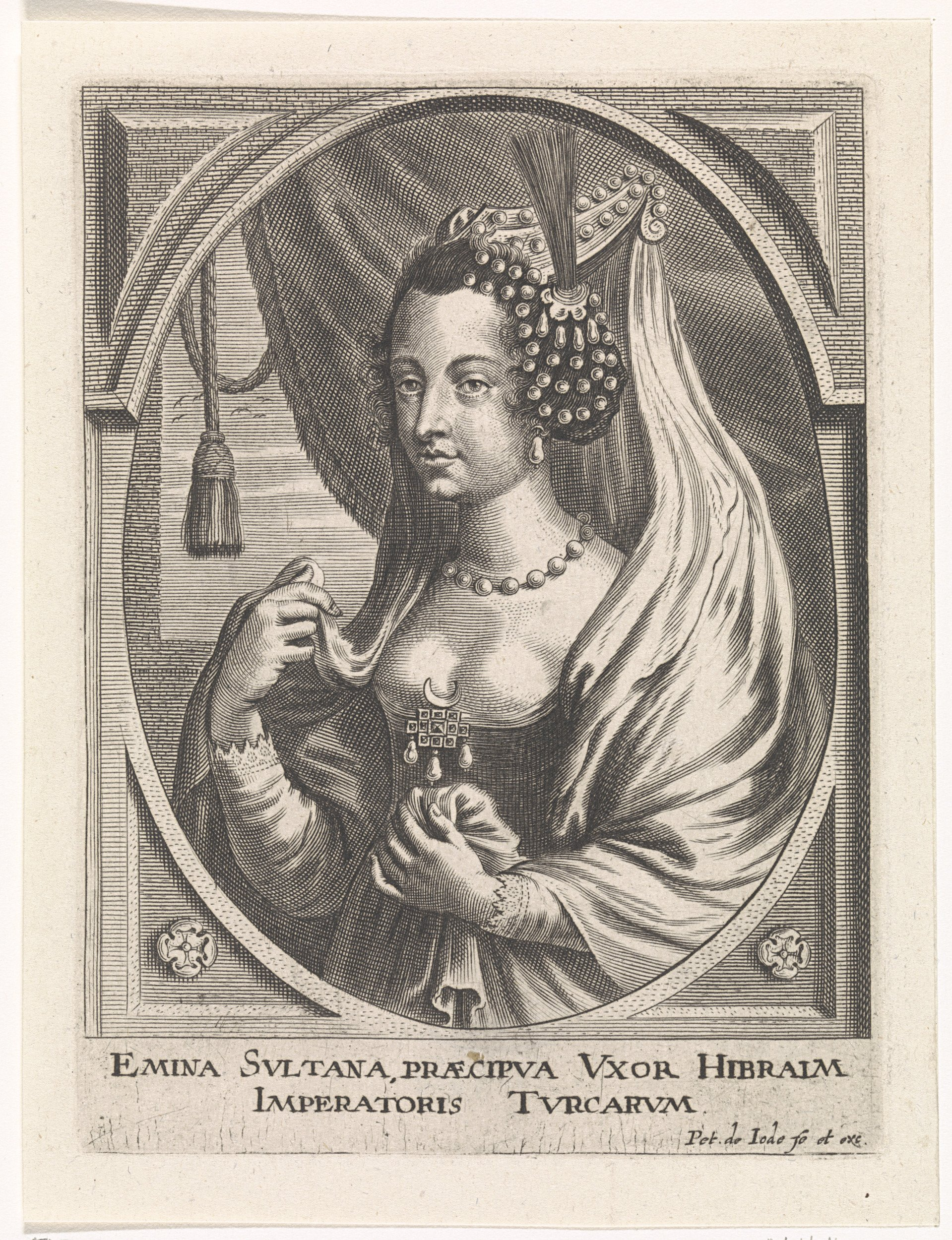
Turhan Hatidzse

Az alábbi lista az Oszmán Birodalom válide szultánáit sorolja föl hivatali idejükkel kiegészítve.
- Ajse Hafsza (1520–1534)

- Nurbanu (1574–1583)
- Szafije (1595–1603)
- Handan (1603–1605)
- Halime (1617–1618; 1622–1623)
- Köszem (1623–1651)
- Turhan Hatidzse (1651–1683)
- Saliha Dilaşub szultána (1687–1689)
- Emetullah Rábia Gülnus (1695–1715)
- Saliha szultána (1730–1739)
- Şehsuvar szultána (1754–1756)
- Mihrisah (1789–1807)
- Sineperver szultána (1807–1808)
- Nakşidil szultána (1808–1817)
- Bezmiâlem szultána (1839–1852)
- Pertevniyal szultána (1861–1876)
- Sevkefza (1876)
- Rahime Perestu szultána (1876–1904)